# Tijuana (пиво)
Тіхуана (ісп. Cerveza Tijuana; англ. Tijuana Beer; також відома як TJ Beer) — одна з небагатьох мініпивоварень Мексики, виробляє переважно лагери.

## Відгуки
Пиво Тіхуани отримало гарні відгуки від двох відомих пивних критиків Майкла Джексона та Чарлі Папазяна. Cerveza Tijuana також згадується в одній з книжок Чарлі Папазяна.